# Thanksgiving (Гриффины)
Thanksgiving (рус. «День благодарения») — шестая серия десятого сезона мультсериала «Гриффины». Премьерный показ состоялся 20 ноября 2011 года на канале FOX.

## Сюжет
Семья Гриффинов готовится к празднованию Дня Благодарения. Лоис предупреждает Питера не напоминать Джо и его жене о гибели их сына в День Благодарения много лет назад.
Праздник проходит на славу, гости приносят подарки, усаживаются за стол. Вдруг на пороге дома появляется живой сын Суонсона — Кевин. Он рассказывает невероятную историю своего спасения, но просит, чтобы его не называли героем.
Джо замечает, что его сын путается в своих же рассказах, носит футболку, которая поступила в продажу только в 2007 году. В конце концов, Кевин признается, что является дезертиром, сбежавшим из Ирака после несчастного случая в День Благодарения. Все товарищи Кевина были мертвы, и тот решил этим воспользоваться, зная, что никто не сможет распознать тела убитых.
Все сидящие за столом поражены этим рассказом. Джо хочет посадить собственного сына в тюрьму, так как тот нарушил закон, но Кевин вовремя вспоминает историю тех времен, когда, будучи маленьким ребёнком, сам ездил со своим отцом по вызовам на полицейской машине. Эта история говорит о том, что Джо смог отречься от закона в пользу гуманности по отношению к людям. Джо трогает этот рассказ, он давно о нём не вспоминал. Он снимает с Кевина наручники и понимает, что должен радоваться возвращению старшего сына домой.
Эпизод заканчивается очень нелепо — в самом конце в дом Гриффинов врывается как две капли воды похожий на Кевина молодой человек, утверждающий, что именно он является настоящим сыном Джо, но Питер говорит присутствующим, что их время уже истекло.

## Рейтинги
- Эпизод был показан 20 ноября 2011, предшествуя новым эпизодам Симпсонов и Американского папаши.
- Эпизод посмотрели примерно 6000000 зрителей.[1]

## Критика
- Эпизод получил смешанные отзывы от критиков.
- Кевин Макфарланд из A.V. Club сравнил эпизоды «Гриффинов» с другим популярным ТВ шоу:

«Абсолютно ясно, что Южный Парк извлекает выгоду из короткого срока выполнения работы между производством и выводом серии на ТВ, поэтому они могут всегда оставаться в курсе дела и быть в теме. Гриффины, кажется, делают полную противоположность».

## Мелочи
- Стьюи замечает, что один из гигантских шаров на параде напоминает его голову, однако никто из присутствующих на празднике не обращает на это внимания[3].
- Кевин презрительно относится к фильму «Повелитель бури», хотя на момент его выхода сам должен был находиться в коме[2].
- После того, как Питер хочет в очередной раз сделать смешную «вставку», обыгрывается смешная ситуация с редакторами шоу, у которых нет ничего актуального по данной теме. В конце концов, зрители видят сцену, в которой Смелый Лев из сказки «Волшебник из страны Оз» представлен гинекологом Линдси Лохан[2][3].